# Russische und sowjetische Kriegsgräberstätten im Kreis Rendsburg-Eckernförde
Im Kreis Rendsburg-Eckernförde gibt es in 18 Orten russische und sowjetische Kriegsgräberstätten aus beiden Weltkriegen. Diese Gräber liegen sehr oft am äußersten Rand eines Friedhofs und sind schwer zu finden. Das Gräbergesetz in Deutschland garantiert die Unverletzlichkeit dieser Gräber. Deshalb sind sie manchmal auch als Einzelgrabanlage auf ansonsten abgeräumten Gräberfeldern zu finden. Die Kosten für die Grabpflege übernimmt die Bundesrepublik.

## Liste
| Bild                                     | Ort                   | Lage Anm. 1                   | Adresse                                                              | Weblink Anm. 2 |
| ---------------------------------------- | --------------------- | ----------------------------- | -------------------------------------------------------------------- | --- |
| weitere Bilder                           | Alt Duvenstedt        | (Lage)                        | Friedhofsallee Gemeindefriedhof (Grabanlage)                         | Grabstätte mit Gedenkstein für 13 sowjetische Kriegsgefangene, die 1942 in einem Kriegsgefangenenlager an der Bahnhofstraße umgekommen sind und einen unbekannten Polen.                                                                  |
|                                          | Aukrug                | (Lage)                        | Bargfelder Straße Gemeindefriedhof (Kriegsgräberstätte 1. Weltkrieg) | Grabstätte für sechs russische Kriegsgefangene des Ersten Weltkriegs, die im Lager Wiedenborstel inhaftiert waren. (Bild in Quelle falsch)                                                                                                |
| weitere Bilder                           | Aukrug                | (Lage)                        | Bargfelder Straße 21 Gemeindefriedhof (Grabanlage)                   | Grabstätte für drei sowjetische Opfer des Zweiten Weltkriegs. |
| Nicht auffindbar Anm. 3 weitere Bilder   | Aukrug, OT Homfeld    | (Lage)                        | Itzehoer Straße / L121 Waldfriedhof (Grabanlage)                     | Grabstätte für fünf sowjetische Opfer des Zweiten Weltkriegs. (Bild in Quelle falsch) |
| weitere Bilder                           | Aukrug, OT Tönsheide  | (Lage)                        | Itzehoer Straße / L 121 Russischer Ehrenfriedhof (Grabanlage)        | Auf der Grabstätte für 21 Kriegsgefangene (20 Russen und ein Franzose) des Ersten Weltkriegs aus dem Lager Wiedenborstel befinden sich auch 16 Gräber sowjetischer Zwangsarbeiter des Zweiten Weltkriegs. (Kartenangabe in Quelle falsch) |
| Nicht auffindbar weitere Bilder          | Brügge (Holstein)     | Koordinaten fehlen! Hilf mit. | Am Friedhof Evangelischer Friedhof (Kriegsgräberstätte 1. Weltkrieg) | Grabstätte für drei russische Kriegsgefangene des Ersten Weltkriegs. |
| Nicht auffindbar weitere Bilder          | Brügge (Holstein)     | Koordinaten fehlen! Hilf mit. | Am Friedhof Evangelischer Friedhof (Grabanlage)                      | Grabstätte für fünf sowjetische Opfer des Zweiten Weltkriegs. |
| weitere Bilder                           | Bordesholm            | (Lage)                        | Kirchhofsallee Gemeindefriedhof (Grabanlage)                         | Grabstätte für zwei russische Kriegsgefangene des Ersten und fünf sowjetische Kriegsgefangene des Zweiten Weltkriegs sowie polnische und jugoslawische Kriegstote, die 1974 aus der Umgebung hierher umgebettet wurden.                   |
|                                          | Büdelsdorf            | Koordinaten fehlen! Hilf mit. | Friedhofsallee Kommunaler Friedhof (Grabanlage)                      | Grabstätte für 29 sowjetische Zwangsarbeiter. |
|                                          | Eckernförde           | Koordinaten fehlen! Hilf mit. | Bergstraße Evangelischer Friedhof (Kriegsgräberstätte 1. Weltkrieg)  | Grabstätte für 17 russische Kriegsgefangene des Ersten Weltkriegs. |
|                                          | Eckernförde           | Koordinaten fehlen! Hilf mit. | Bergstraße 38 Evangelischer Friedhof (Grabanlage)                    | Grabstätte für 34 sowjetische Opfer des Zweiten Weltkriegs. |
| weitere Bilder                           | Flintbek              | (Lage)                        | Schlotfeldtsberg Gemeindefriedhof (Grabanlage)                       | Grabstätte für neun sowjetische Zwangsarbeiter. |
| Nicht auffindbar weitere Bilder          | Hamdorf               | Koordinaten fehlen! Hilf mit. | Am Friedhof Evangelischer Friedhof (Grabanlage)                      | Grab eines sowjetischen Opfers des Zweiten Weltkriegs. Anm. 4 |
| weitere Bilder                           | Hanerau-Hademarschen  | (Lage)                        | Bergstraße Evangelischer Friedhof (Grabanlage)                       | Grabstätte für sieben sowjetische Opfer des Zweiten Weltkriegs. |
| weitere Bilder                           | Jevenstedt            | (Lage)                        | Schwaber Straße Evangelischer Friedhof (Grabanlage)                  | Grab eines sowjetischen Opfers des Zweiten Weltkriegs. |
|                                          | Karby                 | Koordinaten fehlen! Hilf mit. | Rosenstraße Gemeindefriedhof (Kriegsgräberstätte 1. Weltkrieg)       | Grabstätte für sieben russische Kriegsgefangene des Ersten Weltkriegs. |
| weitere Bilder                           | Nortorf               | (Lage)                        | Jahnstraße Neuer Friedhof (Kriegsgräberstätte 1. Weltkrieg)          | Grabstätte für acht sowjetische Opfer des Zweiten Weltkriegs. Anm. 5 |
|                                          | Nortorf               | (Lage)                        | Jahnstraße Neuer Friedhof (Grabanlage)                               | Grabstätte für vier sowjetische Opfer des Zweiten Weltkriegs. |
|                                          | Nortorf               | (Lage)                        | Kieler Straße Alter Friedhof (Grabanlage)                            | Grabstätte für zwei sowjetische Opfer des Zweiten Weltkriegs. |
| Gräberfeld 1 Gräberfeld 2 weitere Bilder | Osterrönfeld          | (Lage)                        | Kieler Straße Evangelischer Friedhof (Grabanlage)                    | Grabstätte für 54 sowjetische Opfer des Zweiten Weltkriegs. |
|                                          | Osterrönfeld          | (Lage)                        | Schäferkatenweg Friedhof (Grabanlage)                                | Grabstätte für 34 sowjetische Kriegsgefangene und Zwangsarbeiter und einige polnische Tote. Sie starben als Tbc-Kranke in der „Lungenheilstätte“ Osterrönfeld bei der Schäferkate.                                                        |
|                                          | Quarnbek, OT Flemhude | Koordinaten fehlen! Hilf mit. | Lindenkamp Friedhof (Grabanlage)                                     | Grabstätte für vier sowjetische Zwangsarbeiter. |
|                                          | Rendsburg-Neuwerk     | Koordinaten fehlen! Hilf mit. | Friedhofsallee Ev.-Luth. Friedhof (Kriegsgräberstätte 1. Weltkrieg)  | Grabstätte für 25 russische Kriegsgefangene des Ersten Weltkriegs. |
|                                          | Rendsburg-Neuwerk     | Koordinaten fehlen! Hilf mit. | Friedhofsallee Ev.-Luth. Friedhof (Grabanlage)                       | Grabstätte für 27 sowjetische Zwangsarbeiter. |
| weitere Bilder                           | Schacht-Audorf        | (Lage)                        | Friedhofstraße Gemeindefriedhof (Grabanlage)                         | Grabstätte für 13 sowjetische Kriegsgefangene und Zwangsarbeiter. |
| Nicht auffindbar Anm. 6 weitere Bilder   | Todenbüttel           | Koordinaten fehlen! Hilf mit. | Hauptstraße Gemeindefriedhof (Kriegsgräberstätte 1. Weltkrieg)       | Grabstätte für zwei russische Kriegsgefangene des Ersten Weltkriegs. |
| Nicht auffindbar Anm. 7                  | Ostenfeld             | Koordinaten fehlen! Hilf mit. | Evangelischer Friedhof (Kriegsgräberstätte 1. Weltkrieg)             | Grab eines russischen Kriegsgefangenen des Ersten Weltkriegs. |